# City Gate
City Gate este un complex format din două clădiri de birouri de 18 etaje din București, amplasat în apropiere de Piața Presei Libere.
Are o suprafață închiriabilă de circa 46.000 mp.
A fost dezvoltat de compania GTC (Globe Trade Centre) și a fost finalizat în septembrie 2009, print-o investiție de peste 100 milioane de euro.